# Richard Patrick Hearne
Richard Patrick Hearne (* 1876 in Callan, County Kilkenny, Irland; † nach 1916) war ein irisch-britischer Journalist und Autor. Er schrieb über Kraftfahrzeuge, Flugzeuge und Luftschiffe.
Er war der Sohn von James und Maria Catherine Hearne und wurde im Jahre 1876 in Callan geboren. Er heiratete 1907 Grace Leonore in London. Sie hatten einen Sohn John Patrick Hearne, der 1911 geboren wurde.
Hearne kritisierte die britische Regierung, da sie keine Gelder für die Erforschung von Luftschiffen investierte. In seinem Buch Aerial warfare (Luftkrieg) legte er 1909 dar, dass die Luftschiffe in einem kommenden Krieg eine entscheidende Rolle spielen könnten. Er prophezeite, dass Deutschland seine Zeppeline nach England schicken und die Häfen, Schiffe und Städte bombardieren würde. Dies würde die englische Bevölkerung in Angst und Schrecken versetzen. Für diese Ausführung wurde er vielfach als deutschfeindlich bezeichnet.
Anfang 1909 gründeten H. S. Massy und Stephen Marples schließlich die "Aereal League of the British Empire" zur Förderung der Erforschung der Luftfahrt, wie es Hearne propagiert hatte. Im Ersten Weltkrieg kam es tatsächlich zu den vorausgesagten Bombardierungen durch deutsche Zeppeline; jedoch waren die Auswirkungen nicht so dramatisch. Außerdem schritt die Weiterentwicklung der Flugzeuge so schnell voran, dass sie die Zeppeline jagen und abschießen konnten.
Als Journalist veröffentlichte er unter anderem Fachartikel in den Zeitschriften Flight International, The Aeroplane und Daily Mail.

## Werke
- The Romance of the Airplane (Kinderbuch)
- Motoring, 1908
- Aerial warfare, 1909 (deutsche Übersetzung von Oberleutnant zur See Hermann Kraushaar: Luftkrieg, 1909)
- Airships in Peace and War: Being the Second Edition of Aerial Warfare, 1910
- The Future of Aeroplane Racing, 1910
- Zeppelins and super-Zeppelins, 1916